# Paralisi di Todd
In medicina la paresi di Todd o paralisi di Todd (o paresi/paralisi post-critica "dopo attacco epilettico") è un segno clinico che consiste in una debolezza focale ad una parte del corpo in seguito ad un attacco epilettico. Questa debolezza colpisce tipicamente le parti distali degli arti ed è localizzata sia al lato sinistro che destro del corpo. Solitamente la condizione scompare completamente entro 48 ore. La paresi di Todd può colpire anche la capacità di parlare, il movimento degli occhi o la vista.
La condizione prende il nome da Robert Bentley Todd (1809-1860), un fisiologo irlandese che per primo descrisse il fenomeno nel 1849. Può verificarsi fino al 13% dei casi di attacco epilettico. È più comune dopo un attacco motorio focale che colpisce un arto o un lato del corpo. La causa generalmente è l'esaurimento del potenziale d'azione della corteccia motoria primaria, sebbene non siano disponibili prove conclusive a supporto di ciò.

## Presentazione
La presentazione classica della paresi di Todd è una debolezza transitoria di una mano, un braccio o una gamba dopo l'attività di attacco focale all'interno di quell'arto. La debolezza può variare in gravità dalla   paresi alla paralisi completa della regione interessata.
Quando le convulsioni colpiscono aree diverse dalla corteccia motoria, possono verificarsi altri deficit neurologici transitori. Questi includono cambiamenti sensoriali se la corteccia sensoriale è coinvolta dal sequestro, difetti del campo visivo se è coinvolto il lobo occipitale e afasia se sono coinvolti linguaggio, comprensione o fibre conduttive.
La paresi post-ictale (PP), sebbene familiare ai neurologi, non è stata ben studiata. Uno studio osservazionale retrospettivo ha valutato 328 pazienti selezionati di età compresa tra 16 e 57 anni che avevano un monitoraggio video-elettroencefalogramma (EEG) prolungato per l'epilessia medicamente intrattabile e l'insorgenza di crisi focali; quelli con convulsioni non epilettiche, stato epilettico e sindrome di Lennox-Gastaut sono stati esclusi.

## Eziologia
La causa della paresi di Todd è stata attribuita al fatto che la corteccia colpita è 'esaurita' a causa della maggiore inibizione, ma queste congetture non sono supportate. È stato osservato che le menomazioni che seguono le convulsioni sono simili a quelle che seguono gli ictus, dove per un periodo di tempo il flusso sanguigno verso determinate aree del cervello è limitato e queste aree sono prive di ossigeno.
Il problema più significativo riguardo alla paresi di Todd è la sua differenziazione da un ictus. Il problema è ulteriormente complicato dal fatto che alcuni colpi scatenano un attacco focale durante la fase acuta. La paresi di un Todd in questo contesto può sovrastimare l'entità del deficit neurologico dovuto al processo vascolare stesso con conseguenti decisioni errate riguardo alla terapia acuta dell'ictus come la trombolisi. Per questo motivo, una crisi convulsiva durante un ictus acuto è generalmente considerata una controindicazione relativa alla terapia trombolitica, in particolare in assenza di occlusione cerebrovascolare documentata mediante tecniche di imaging vascolare.
Un bambino con la paresi di Todd non preclude necessariamente la diagnosi di una convulsione febbrile. Questo punto di vista è il risultato di un recente studio che ha mostrato che l'incidenza della paresi di Todd è nello 0,4% dei bambini a cui è stata diagnosticata una convulsione febbrile.

## Trattamento
Non esiste un trattamento per la paralisi di Todd. Gli individui devono riposare fino alla scomparsa della paralisi.